# Павловичи (Жирятинский район)
Па́вловичи — деревня в Жирятинском районе Брянской области, в составе Жирятинского сельского поселения. 
 Расположена на левом берегу реки Доброшовки, в 4 км к северу от села Жирятино. Население — 45 человек (2010).

## История
Упоминается с 1620-х гг. в состав Подгородного стана Брянского уезда. Бывшее владение Безобразовых; в XIX веке — Дуровых, Лавровых, Небольсиных и многих других мелкопоместных владельцев. Входила в приход села Бойтичи.
С 1861 по 1924 год в Княвицкой волости Брянского (с 1921 — Бежицкого) уезда; в 1924—1929 гг. — в Жирятинской волости, с 1929 в Жирятинском районе, а при его временном расформировании — в Жуковском (1932—1939), Брянском (1957—1985) районе.
С 1930-х гг. до 1959 года являлась центром Павловичского сельсовета (до этого входила в Бойтичский сельсовет; позднее — в Жирятинский сельсовет).